# Hieronim Stroynowski

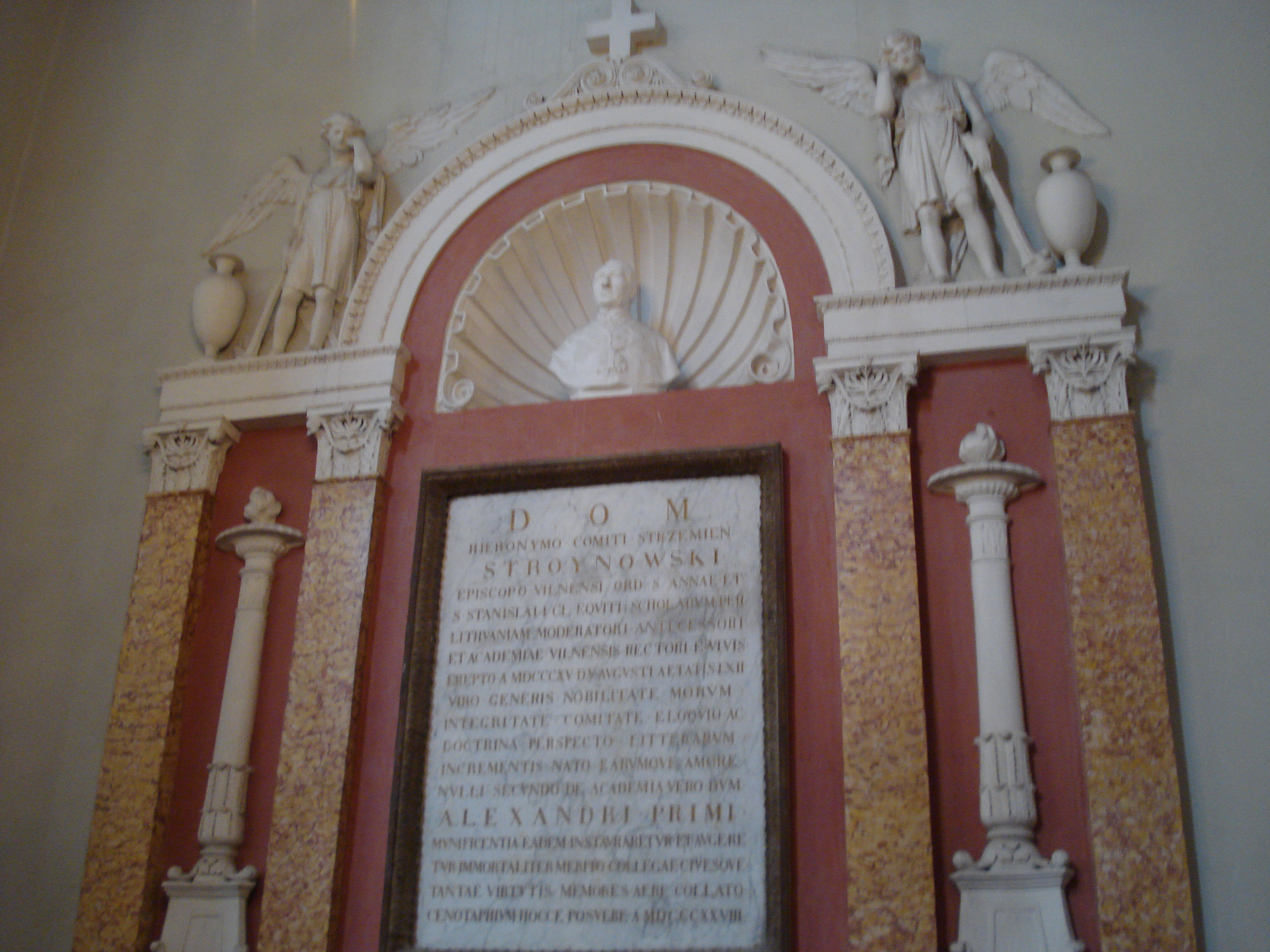
Nagrobek Hieronima Stroynowskiego w wileńskim kościele św. Janów

Hieronim Stroynowski herbu Strzemię, inna forma nazwiska: Strojnowski, (ur. 20 września 1752 w Chodaczkowie, zm. 5 sierpnia 1815 w Elnokampiu) – polski duchowny katolicki, pijar, biskup wileński mianowany w 1814 roku, koadiutor biskupa łucko-żytomierskiego w 1804 roku, biskup tytularny Lambaesis mianowany w 1804 roku, ordynowany w 1808 roku, prawnik i ekonomista, mówca, profesor i rektor Uniwersytetu Wileńskiego.

## Życiorys
Urodził się w Chodaczkowie (pow. krzemieniecki), jako syn Benedykta i Marianny. Kształcił się w szkołach pijarskich (Złoczów), a w 1766 roku wstąpił do ich zgromadzenia w Podolińcu, przyjmując imię Hieronima od św. Benedykta (imię chrzestne: Hieronim). Dalsze nauki pobierał w tamtejszej szkole zakonnej. Święcenia kapłańskie otrzymał 6 kwietnia 1776 roku. Uczył w szkołach pijarskich, m.in. w Collegium Nobilium pijarów w Warszawie (1774–1780), a od 1781 wykładał na Uniwersytecie Wileńskim (wówczas Szkoła Główna Wielkiego Księstwa Litewskiego). Od 1782 przebywał w Krakowie, gdzie uzyskał stopień doktora teologii i obojga praw na Uniwersytecie Jagiellońskim (wówczas Szkoła Główna Koronna). W 1783 roku powrócił do Wilna, zostając profesorem uniwersytetu.
W 1791 roku został przez Sejm Czteroletni powołany do komisji kodyfikacyjnej. Po powrocie do Wilna w 1793 roku ponownie objął katedrę Uniwersytetu Wileńskiego, a w latach 1799–1808 był jego rektorem. Sejm grodzieński (1793) nominował go do Komisji Edukacji Narodowej.
Jako ekonomista był propagatorem i zwolennikiem fizjokratyzmu, jednym z najwybitniejszych fizjokratów na ziemiach polskich. W 1785 roku opublikował dzieło zatytułowane Nauka prawa przyrodzonego, politycznego, ekonomiki politycznej i prawa narodów.
20 sierpnia 1804 roku został mianowany biskupem koadiutorem łucko-żytomierskim, a 19 stycznia 1808 otrzymał sakrę biskupią. Od 1808 roku był administratorem diecezji wileńskiej, 26 września 1814 stając się jej biskupem.
W roku 1792 otrzymał medal „Merentibus”, w 1794 został kawalerem Orderu Świętego Stanisława, a w 1806 otrzymał Order Świętej Anny.
Był bratem Waleriana Stroynowskiego.
Był wolnomularzem w stopniu élu jałmużnika w loży wolnomularskiej Litwin Gorliwy w 1781 roku.

## Twórczość

### Ważniejsze mowy i dzieła
1. Nauka prawa przyrodzonego, politycznego, ekonomiki politycznej i prawa narodów... Dla pożytku uczniów i słuchaczów do druku podana, powst. 1780, Wilno 1785[10]; wyd. następne: Wilno 1791; skrócone Wilno 1805[11]; Warszawa 1805 (2 wydania); fragmenty przedr. B. Suchodolski w: Nauka polska w okresie Oświecenia, (Warszawa) 1953; rękopis pt. Zbiór prawa, dat. 1780 (wersja obszerniejsza od drukowanej) w Bibliotece Narodowej nr akc. 6926 (z Archiwum Wilanowskiego, sygn. 190)[12]; przekł. rosyjski: Petersburg 1809
2. Mowa wygłoszona 29 list. 1783 o nieszczęśliwych skutkach dla ludzi i narodów z powodu niedostatecznej znajomości praw moralnych; nie wiadomo, czy została wydana drukiem; porównaj Estreicher XXIX (1933) 336
3. Mowa... przy rozpoczęciu dwuletniego kursu nauki prawa przyrodzonego w Wilnie dnia 5 października 1789 miana, a z woli Komisji Edukacji Narodowej na sesji dnia 24 stycznia r. 1790 do druku podana, Warszawa (1790); fragmenty przedr. B. Suchodolski jak wyżej poz. 1
4. Mowa... o Konstytucji rządu ustanowionej dnia 3 i 5 maja r. 1791. Czytana na posiedzeniu publicznym Szkoły Głównej W. X. Lit. dnia 1 lipca r. 1791, brak miejsca wydania (1791)
5. Myśli do prospektu rozdziału VIII ks. 1 o sukcesji oraz projekt podziału kodeksu, wyd. S. Borowski: Kodeks Stanisława Augusta, Warszawa 1938, s. 63–66, 175–180
6. Mowa przy ofiarowaniu dzieła swojego pt. "Nauki prawa natury" do biblioteki Stanisławowi Augustowi odwiedzającemu Akademią w Wilnie d. 20 lutego 1797, brak miejsca wydania (1797); wyd. następne Wilno 1802; Estreicher (XXIX, 1933, 336) wyd. 1 odnotował tylko na podstawie inform. katalogów Biblioteki Dzikowskiej i Chreptowiczów
7. Mowa na obchód koronacji cesarza Aleksandra I miana d. 29 września 1801 r., Wilno (1801); fragmenty przedr. A. Kraushar w: Towarzystwo Warszawskie Przyjaciół Nauk t. 1, Kraków 1900
8. Mowa przy opuszczeniu rektoratu (w 1806) w: A. Bućkiewicz: O b. wyższych zakładach naukowych w Wilnie i Krzemieńcu, rękopis: Biblioteka PAN Kraków, sygn. 1062, t. 3, s. 46–47.

### Listy i materiały
1. List w zbiorze korespondencji Stanisława Augusta z lat 1774–1792, rękopis: Biblioteka Czartoryskich, sygn. 376
2. Do J. Chreptowicza 36 listów z lat 1777–1805, rękopis: Biblioteka Jagiellońska, sygn. 3514
3. Do Jana Śniadeckiego 11 listów z lat 1794–1809, rękopis: Biblioteka Jagiellońska, sygn. 3128 – 3 listy z roku 1802 ogł. M. Baliński w: Pamiętniki o Janie Śniadeckim t. 2, Wilno 1865 – Listy z lat 1809–1810, rękopisy: Biblioteka Czartoryskich (Archiwum Kuratorii Wileńskiej nr 123–124)
4. Do K. Chromińskiego z roku 1803, rękopis: Biblioteka Narodowa, sygn. 2675
5. Do M. Poczobuta kopia listu z 27 stycznia 1803, ogłosił M. Balinski: Dawna Akademia Wileńska, Petersburg 1862, s. 551–552
6. Korespondencja z A. J. Czartoryskim z lat 1803–1806, na końcu listy do Czartoryskiego z lat 1807–1813; rękopis: Biblioteka Czartoryskich (Archiwum Kuratorii Wileńskiej nr 128)
7. Do G. E. Grodka 4 listy z lat 1804–1811, rękopis: Biblioteka Jagiellońska, sygn. 3097
8. Do J. Albertrandiego z roku 1805, ogł. A. Kraushar w: Towarzystwo Warszawskie Przyjaciół Nauk t. 1, Kraków 1900
9. Od J. U. Niemcewicza brulion listu z podziękowaniem za dyplom członka honorowego Towarzystwa Naukowego Uniwersytetu Wileńskiego, rękopis: Biblioteka Narodowa, nr akc. 6939 (z Archiwum Wilanowskiego, sygn. 216)
10. Raporty i inne papiery urzędowe Stroynowskiego jako rektora Uniwersytetu Wileńskiego z lat: 1800, 1803–1805; rękopisy: Biblioteka Czartoryskich (Archiwum Kuratorii Wileńskiej nr 29 f, 154 c, 306–307)
11. Druk nominacji na rektora Uniwersytetu Wileńskiego z roku 1803, rękopis: Ossolineum, sygn. 12015/III poz. 2)
12. Opisy służbowe w zbiorach z lat 1805–1810, rękopisy: Biblioteka Czartoryskich (Archiwum Kuratorii Wileńskiej nr 271–272)
13. Reskrypt cesarski nadający Stroynowskiemu order Św. Anny, ogł. "Kurier Litewski" 1806 nr 67–68.

## Opracowania dot. twórczości Stroynowskiego
1. Korespondencja Jana Śniadeckiego. Listy z Krakowa t. 1 (1780–1787), oprac. L. Kamykowski, Kraków 1932 "PAN. Archiwum Komisji do Dziejów Oświaty i Szkolnictwa w Polsce" nr 1; t. 2 (1787–1807), oprac. M. Chamcówna, S. Tync, Wrocław 1954
2. M. Skierniewski: Kazanie na uroczystość konsekracji H. Stroynowskiego, biskupa lambertyńskiego... w Łucku 19 stycznia 1808, brak miejsca wydania (1808)
3. A. Horãnyi: Scriptores Piarum Scholarum t. 2, Buda 1809
4. Sz. Bielski: Vita et scripta, Warszawa 1812
5. F. Słotwiński: Rozprawa o historii prawa natury i systemach różnych jego pisarzów, Kraków 1812, s. 61–68
6. Korespondencja listowna Hugona Kołłątaja z Tadeuszem Czackim..., wyd. F. Kojsiewicz, t. 1–3, Kraków 1844–1845
7. F. N. Goliński: Kazanie na uroczystych egzekwiach w kościele akademickim Św. Jana ku pamiątce śp. H. Stroynowskiego, (Wilno) 1815
8. Obchód żałobny po śp. H. Stroynowskim, "Kurier Litewski" 1815 nr 84
9. J. Znosko: Postawienie pomnika dla śp. Stroynowskiego, "Dziennik Wileński" 1828 t. 3, s. 467
10. I. Chodynicki: Dykcjonarz uczonych Polaków t. 3, Lwów 1833